# Ernst Winterstein

Ernst Winterstein (vor 1921)

Ernst Winterstein (* 17. Juni 1865 in Ernstthal (Sachsen); † 4. Juli 1949 in Zürich; ab 1906 heimatberechtigt in Zürich) war ein deutsch-schweizerischer Chemiker und Hochschullehrer.

## Leben
Ernst Winterstein war Sohn des Färbereidirektors Johann und der Ida (geborene Pässler). Er heiratete 1893 Anna Baier, die Tochter des Joseph. Von 1887 bis 1890 studierte er Chemie am Eidgenössischen Polytechnikum Zürich und promovierte 1892 an der Universität Zürich. 1906 erlangte er das Schweizer Bürgerrecht.

## Schaffen
1894 wurde Winterstein am Eidgenössischen Polytechnikum Zürich Privatdozent und wurde 1902 ebenda Titularprofessor. Von 1912 bis 1935 war er Professor für allgemeine und physiologische Chemie an der ETH Zürich. Wintersteins erstmalige Isolierung und konstitutionelle Aufklärung von Purinbasen und Aminosäuren (Asparagin, Glutamin) von Pflanzen waren bedeutend. Er erforschte Alkaloide und Saponine sowie die chemische Zusammensetzung von Pilzen. Ferner befasste er sich mit Hirnreizexperimenten sowie physiologischen Fragen der Biomotorik des Zwischenhirns.